# Barcelona Dragons (ELF)
Barcelona Dragons es un equipo profesional español de fútbol americano con sede en Barcelona que compitió en la European League of Football y que disputaba sus partidos oficiales en el Estadi Municipal de Badalona.

## Historia
En el 2020 se crea el equipo Gladiators Football para competir en la European League of Football, que se inaugurará en la temporada 2021, y el 9 de marzo de 2021 la European League of Football y la NFL cerraban un acuerdo de colaboración en el que se estipulaba la cesión de los derechos de los nombres de los equipos que militaron en la antigua NFL Europe. Amparados en ese acuerdo, Gladiators Football recupera el nombre de Barcelona Dragons.
Big Ten Football, con un capital social de 3 000 €, es la empresa que se creó para la gestión deportiva de los Barcelona Dragons. Bart Iaccarino, exjugador y exentrenador de fútbol americano, es el administrador y único socio de esta empresa, la cual tiene los derechos de la franquicia Barcelona Dragons. Para la primera temporada del 2021, la franquicia contó con un presupuesto de 400 000 €.
El 22 de mayo del 2023 se anuncia que el grupo de inversión americano Elite Sports Equity, ha adquirido el 60 % de las acciones de la franquicia. El 40 % de las acciones restantes quedan en manos de Bart Iaccarino, quien seguirá siendo el mánager general del equipo y copropietario de la franquicia.
Las dos primeras temporadas, el equipo realizó los entrenamientos y partidos oficiales en las instalaciones del Estadio Municipal de Reus. A partir de la temporada 2023, un acuerdo con el Terrassa Futbol Club y el Ayuntamiento de Tarrasa, permitió al equipo jugar los partidos oficiales en el Estadio Olímpico de Tarrasa.
El 2024 el grupo inversor mencionado anteriormente, adquirió la totalidad de la franquicia y con el lema 'brick by brick', empezó una nueva era para los Dragons. Se consiguió un acuerdo para acercar la franquicia a la ciudad de Barcelona, teniendo el campo local en la ciudad de Badalona, en el Estadi Municipal de Badalona (en Montigalà)

## Temporada 2021
La primera temporada de los Barcelona Dragons se inició el 19 de junio del 2021 en el Estadio Municipal de Reus delante de 1.100 espectadores. El equipo rival fueron los alemanes Stuttgart Surge. El corredor (RB) valenciano Antonio Montón fue el primer jugador en marcar un touchdown en la nueva etapa de este equipo. El partido lo ganó el equipo alemán por un ajustado 17 a 21. Los Barcelona Dragons consiguieron la primera victoria de la temporada en la sexta semana de competición frente al Berlin Thunder en el Estadio Municipal de Reus por un resultado de 41 a 16. Posteriormente conseguirían dos victorias más, a domicilio frente a los Cologne Centurions y como visitantes en el campo del Stuttgart Surge. Las tres victorias les permitirían llegar a la décima semana de competición con opciones de clasificación para los playoffs, pero perdieron toda opción al ser vencidos el 22 de agosto del 2021 en el campo del Berlin Thunder con un resultado de 19 a 3. El último partido de la temporada del equipo se jugó el 28 de agosto del 2021 a domicilio delante de 1.386 espectadores. El equipo visitante fue el Frankfurt Galaxy que ganó el partido con un resultado de 14 a 22.
Durante la temporada, varios jugadores de los Barcelona Dragons recibieron la distinción de mejores jugadores de la jornada (MVP) por parte de la European League of Football (ELF). Los jugadores premiados fueron el receptor (WR) Jean Constant en la sexta semana y el quaterback (QB) Zach Edwards en la octava semana.
El 3 de octubre de 2021 se celebró el All Star Game, un partido amistoso entre una selección de jugadores de la European Football League (ELF) y la U. S. Federation of American Football. Por parte de los Dragons participaron los jugadores Andy Vera, Niko Lester y Remi Bertellin representando a Europa y el jugador Nicholas Moller representando a los Estados Unidos.
| Semana | Equipo local       | Resultado          | Equipo visitante   | Estadio                     | Espectadores       |
| ------ | ------------------ | ------------------ | ------------------ | --------------------------- | ------------------ |
| 01     | Barcelona Dragons  | 17 - 21            | Suttgart Surge     | Estadi Municipal (Reus)     | 1.100              |
| 02     | Cologne Centurions | 49 - 12            | Barcelona Dragons  | Südstadion Köln (Colonia)   | 2.500              |
| 03     | Barcelona Dragons  | 14 - 32            | Hamburg Sea Devils | Estadi Municipal (Reus)     | 1.300              |
| 04     | Semana de descanso | Semana de descanso | Semana de descanso | Semana de descanso          | Semana de descanso |
| 05     | Frankfurt Galaxy   | 42 - 22            | Barcelona Dragons  | PSD Bank Arena (Fráncfort)  | 1.800              |
| 06     | Barcelona Dragons  | 48 - 16            | Berlin Thunder     | Estadi Municipal (Reus)     | 1.254              |
| 07     | Hamburg Sea Devils | 22 - 17            | Barcelona Dragons  | Stadion Hoheluft (Hamburgo) |                    |
| 08     | Barcelona Dragons  | 60 - 51            | Cologne Centurions | Estadi Municipal (Reus)     | 775                |
| 09     | Stuttgart Surge    | 12 - 30            | Barcelona Dragons  | GAZI-Stadion (Stuttgart)    | 1.500              |
| 10     | Berlin Thunder     | 19 - 3             | Barcelona Dragons  | Jahn-Sportpark (Berlín)     |                    |
| 11     | Barcelona Dragons  | 14 - 22            | Frankfurt Galaxy   | Estadi Municipal (Reus)     | 1.386              |
| 12     | Semana de descanso | Semana de descanso | Semana de descanso | Semana de descanso          | Semana de descanso |

## Temporada 2022
La segunda temporada de la franquicia contó con el estadounidense Andrew Weidinger como entrenador principal, el cual acumulaba una trayectoria de más de 10 años en la NFL ocupando distintas funciones en los equipos de entrenadores.
Los Barcelona Dragons comenzaron la liga regular el 5 de junio del 2022 en el campo de los Stuttgart Surge, iniciando una racha de cinco victorias consecutivas. La primera derrota de la temporada llegaría en la sexta jornada, delante de los Vienna Vikings en Reus, y volverían a perder la siguiente semana en Turquía, delante de los Istambul Rams. El equipo se volvió a encontrar con la victoria en las dos siguientes jornadas, llegando a la duodécima semana de competición con posibilidades de clasificarse matemáticamente para los playoffs. Los Barcelona Dragons no desaprovecharon la ocasión ganando a los Stuttgart Surge por 62 a 8 en el Estadio Municipal de Reus. El último partido de liga regular fue el 3 de septiembre en Reus, en el cual los Dragons perdieron frente a los Hamburg Sea Devils por un ajustado marcador, finalizando la temporada regular con un balance positivo de 8 victorias y 4 derrotas.
Los Barcelona Dragons jugaron la semifinal de los playoffs el 11 de septiembre del 2022 en Austria, sufriendo una derrota por 39 a 12 delante de los Vienna Vikings, los cuales acabarían siendo los campeones de la competición.
Al finalizar la temporada, la European League of Football (ELF) otorgó la distinción de Entrenador del Año a Andrew Weidinger y Mejor Jugador Ofensivo de la Temporada al receptor Kyle Sweet al liderar la competición en número de recepciones conseguidas, yardas ganadas y número de anotaciones realizadas. El jugador californiano Kyle Sweet llegó a la franquicia procedente de los Washington State Cougars de la Primera División Universitaria de los Estados Unidos de América y consiguió el máximo reconocimiento con ayuda de los también buenos registros del quaterback Zach Edwards.
Por otra parte, los jugadores Alejandro Fernández «La Rubia» y Gabriel Rodríguez fueron invitados a Londres para participar en la International Combine 2022, unas pruebas de selección de jugadores organizadas por la NFL.
| Semana | Equipo local       | Resultado          | Equipo visitante   | Estadio                                   | Espectadores       |
| ------ | ------------------ | ------------------ | ------------------ | ----------------------------------------- | ------------------ |
| 01     | Suttgart Surge     | 9 - 38             | Barcelona Dragons  | GAZI-Stadion (Stuttgart)                  | 2.690              |
| 02     | Hamburg Sea Devils | 21 - 24            | Barcelona Dragons  | Stadion Hoheluft (Hamburgo)               | 3.447              |
| 03     | Barcelona Dragons  | 34 - 32            | Cologne Centurions | Estadi Municipal (Reus)                   | 980                |
| 04     | Rhein Fire         | 13 - 17            | Barcelona Dragons  | Schauinsland-Reisen-Arena (Duisburgo)     | 7.583              |
| 05     | Barcelona Dragons  | 41 - 7             | Istambul Rams      | Estadi Municipal (Reus)                   | 957                |
| 06     | Barcelona Dragons  | 20 - 27            | Vienna Vikings     | Estadi Municipal (Reus)                   | 1.312              |
| 07     | Semana de descanso | Semana de descanso | Semana de descanso | Semana de descanso                        | Semana de descanso |
| 08     | Istambul Rams      | 22 - 19            | Barcelona Dragons  | Estadio Hasan Polat de Maltepe (Estambul) | 400                |
| 09     | Barcelona Dragons  | 33 - 23            | Rhein Fire         | Estadi Municipal (Reus)                   | 1.043              |
| 10     | Semana de descanso | Semana de descanso | Semana de descanso | Semana de descanso                        | Semana de descanso |
| 11     | Cologne Centurions | 15 - 37            | Barcelona Dragons  | Südstadion Köln(Colonia)                  | 820                |
| 12     | Barcelona Dragons  | 62 - 8             | Stuttgart Surge    | Estadi Municipal (Reus)                   | 897                |
| 13     | Vienna Vikings     | 24 - 18            | Barcelona Dragons  | Generali-Arena (Viena)                    | 4.104              |
| 14     | Barcelona Dragons  | 21 - 24            | Hamburg Sea Devils | Estadi Municipal (Reus)                   | 963                |
| PO     | Vienna Vikings     | 39 - 12            | Barcelona Dragons  | Footballzentrum Ravelinstraße (Viena)     | 900                |